# のんき君
『のんき君』（のんきくん）は、植田まさしによる日本の4コマ漫画作品。

## 概要
芳文社から発行の漫画雑誌『漫画パンチ』に掲載されていた、三流会社に働く平社員・のんきとその会社の仲間たちとの奮闘振りを描いた作品。当作品が連載されていた同時期に『漫画アクション』（双葉社）に連載されていた植田まさしの代表作である『かりあげクン』と同様に、のんきが様々ないたずらを仕掛けるのがこの作品のオチである。『フリテンくん』や『かりあげクン』と共に植田の出世作の一つでもあり、植田作品のサラリーマン4コマの基礎を固めつつあった時期の作品。この作品が人気を集めたのがきっかけで芳文社は1981年に4コマ漫画専門誌『まんがタイム』を創刊する。
単行本最終巻では、大阪支店の支部長へ栄転となった課長とともに、のんきも大阪支店に転勤するという、植田作品としては珍しくしっくり完結したエピソードで終わっているのが特徴。しかし、近年に発売された「まるごと植田まさしタイム」や「特盛のんき君」、｢特盛!植田まさし｣などのコンビニコミック版では、最終回も単行本の中間に普通のエピソードとして収録されている。尚、近年のコンビニコミック版では、差別用語や世相やメーカーのブランド名など、現代の基準に合わせて一部のセリフの改変が施されている。

## 単行本
芳文社より単行本が全4巻発売された。初期版と最新版では装いが異なっている。なお、3巻の残りページには本作に設定が酷似している『おたかぜ君』が掲載されている。また、初期に刊行された版や上記の「特盛のんき君」では「のんき君番外賛歌」や「バラエティーショー」などの名義で主人公が特定されない作品が掲載された。
その後コンビニコミック「特盛のんき君」として芳文社より不定期に発売。本作のほか『おたかぜ君』や『すっから母さん』も収録されている。

## 登場人物
のんき三郎
主人公。いたずら好きの平社員。特徴的な髪型をしている。普段は大人しい性格で通ってるが内心はしたたかでイタズラ好きの性格。ただ、天気予報の晴れを見て布団を干して出勤し、予報が外れて大雨になった時には、気象庁へ電話し大声で激怒して抗議し周りを驚かせたというエピソードもあった。特技はだるまおとしに、小学校の時に覚えた長唄があるが、それは鉄道唱歌の東海道編だった。
課長
のんきによるいたずらの一番の被害者（ただし一度だけのんきのいたずらに協力したことがある）。オールバックとヒゲが特徴。名前は「山田謙二」、「鈴木一郎」など回によって異なる。
社長
のんきの会社の社長。ハゲ頭をいじられる事がある。
他の社員
のんきと同じ課に所属している社員。特に名前などは設定されていない。

## テレビドラマ版
1983年から1984年にかけてフジテレビ「月曜ドラマランド」枠で3回に渡り、明石家さんまの主演でテレビドラマ化された。尚DVDソフト化は現時点ではなされていない。

### 放送日
- 第1話：1983年12月12日
- 第2話：1984年4月9日
- 第3話：1984年10月8日[2]｢2｣

### 出演者

#### 第1話
- のんき三郎 - 明石家さんま
- 斉藤慶子
- 東八郎
- 荒井注
- 松金よね子
- 財津一郎
- せんだみつお
- 木ノ葉のこ
- 春川はるみ
- 中山和枝
- 小松政夫
- 中山和俊
- 今陽子
- 鳥越マリ
- 田中小実昌
- 清水章吾
- 鈴木正幸
- 萩原流行
- 天園翔子
- 高倉美貴
- ミミ萩原
- ジャンボ堀
- 大森ゆかり
- 可愛かずみ
- 林家こぶ平
- 竹中直人[2]

#### 第2話
- 明石家さんま
- 大和田伸也
- 小松政夫
- 東八郎
- 春川ますみ
- 芦川よしみ
- 鳥越マリ
- 西村陽子
- 清水章吾
- 木の実ナナ
- 八名信夫
- 山田スミ子
- 萩原流行
- 江藤博利
- 大地康雄
- 若原瞳
- かわいのどか
- 可愛かずみ
- 鈴木正幸
- 栗田貫一
- 堀江しのぶ[2]

#### 第3話
- 明石家さんま
- 梅宮辰夫
- 森マリア
- 入川保則
- 川上麻衣子
- 小松政夫
- 芦川よしみ
- 江藤博利
- 萩原流行
- 東八郎
- 春川ますみ
- 山田スミ子
- 渡辺良子
- 清水章吾
- 岡本かおり
- 若原瞳
- 松尾伴内
- かわいのどか
- 鈴木正幸
- 堀江しのぶ
- 野沢直子
- 高梨かほり[2]

### スタッフ
- 原作：植田まさし
- 脚本：田村隆（#1、#3）、（不明）（#2）
- 演出：福本義人（全話）
- 制作：フジテレビ[2]

| フジテレビ系列 月曜ドラマランド    | フジテレビ系列 月曜ドラマランド | フジテレビ系列 月曜ドラマランド                        |
| 前番組                             | 番組名                          | 次番組                                                 |
| ---------------------------------- | ------------------------------- | ------------------------------------------------------ |
| どっきり双子先生 （1983年12月5日） | のんき君 （1983年12月12日）     | 胸さわぎの放課後2 （1983年12月12日）                   |
| いじわる看護婦5 （1984年3月26日）  | のんき君 （1984年4月9日）       | 意地悪ばあさん2 意地悪ばあさんの逆襲 （1984年4月16日） |
| いじわる看護婦6 （1984年9月24日）  | のんき君 （1984年10月8日）      | 意地悪ばあさん3 （1984年10月22日）                     |